# Rei Pullazi
Rei Pullazi (Roma, 3 ottobre 1993) è un cestista albanese con cittadinanza italiana.

## Palmarès

### Competizioni nazionali
- Campione d'Italia Dilettanti: 2

Trapani Shark: 2023-24
Amici Pall. Udinese: 2024-25
- Campionato italiano di Serie A2: 2

Trapani Shark  : 2023-24
Amici Pall. Udinese: 2024-25
- Supercoppa LNP: 2

Derthona Basket: 2019
Trapani Shark: 2023